# 금산로 (군포시)
금산로(衿山路)은 경기도 군포시 산본동 산본사거리에서 군포시 금정동 신환사거리를 잇는 군포시의 도로이다.
금정(衿井)과 산본(山本)을 잇는다 하여 도로 명칭이 금산로(衿山路)이다.

## 구간
- 산본 사거리 (고산로,곡란로)
- 산본시장 사거리 (산본천로)
- (삼거리) (찬우물길)
- 금정동 주민센터 사거리 (금정로)
- 신환 사거리 (번영로,금재로)